# Pelecocera apichaetus
Pelecocera apichaetus är en tvåvingeart som först beskrevs av Charles Howard Curran 1923.  Pelecocera apichaetus ingår i släktet öronblomflugor, och familjen blomflugor.
Artens utbredningsområde är Kalifornien. Inga underarter finns listade i Catalogue of Life.